# El Matador (rappeur)
Pour les articles homonymes, voir El Matador.
El Matador, de son vrai nom Mohamed Bendjebar, né le 17 juin 1982 à Reims, est un rappeur français.

## Biographie
Mohamed est né le 17 juin 1982 dans le quartier d'Orgeval à Reims, dans le département de la Marne. Il est d’origine kabyle et a grandi au sein d'une fratrie de sept frères et sœurs, dans le centre-ville de Marseille après le divorce de ses parents. 
Inspiré par IAM et la Fonky Family, il commence à rapper à 17 ans avec ses amis, puis il rencontre Abdé et fonde avec lui le groupe Processus Verbal. Enchaînant les mixtapes et les concerts de quartier, El Matador se popularise dans l’underground marseillais. Son nom de scène vient du pseudonyme que de ses amis lui donnent : alors qu'il « tue » les morceaux sur lesquels il pose, il prend la traduction espagnole de « tueur », à savoir El Matador. Des grands noms du rap le soutiennent tels que Le Rat Luciano qui lui compose quelques morceaux et Soprano qui l’encourage à continuer ses efforts en multipliant les allers-retours entre Marseille et Paris pour se faire remarquer. Il rencontre Mark de Bombattak Recordz qui le fait signer sur son label. Il apparaît sur la mixtape Original Bombattak Vol. 2. Il participe aussi aux B.O. des films Taxi 4 avec Génération Wesh Wesh, et à la version française de 300 avec À Armes égales, en featuring avec Brasco et Alonzo des Psy 4 de la Rime. Il rencontre Brasco et publie un album avec lui, Bombattak MC’s, en 2006, mixé par DJ Dimé sous le label de Bombattak Recordz où figurent comme invités notamment Oxmo Puccino, Gringe, Akhenaton, Saloon, Le Rat Luciano, Nubi, et Pit Baccardi.
El Matador publie son premier album solo, Parti de rien, avec des invités comme Brasco, Soprano, Nubi ou encore Loïs Andréa, le 10 septembre 2007,. L'album connait un bon succès avec beaucoup de réactions positives, et se vend à environ 30 000 exemplaires[réf. nécessaire]. En 2009, il publie son deuxième album solo, Au clair du bitume, où il fait ressortir ses origines maghrébines avec des morceaux comme Mektoub et Ici ou là-bas où il rappe en arabe. L'album se vend à environ 20 000 exemplaires.
En 2011, il prépare son troisième album solo, Poussière d'étoile qui sortira en 2012 dont le premier extrait est Fou le Woai. Le 5 décembre 2011, El Matador sort une mixtape, Escale sur la lune, en téléchargement gratuit sur sa page Facebook officielle avant l'album. Dans cette mixtape de 29 morceaux, on retrouve plusieurs inédits, des freestyles et beaucoup de remix. Le 19 octobre 2012 sort le clip Polémiquement incorrect, où le rappeur apporte son soutien à certaines personnalités ou entités controversées comme Tariq Ramadan, Dieudonné, Mouammar Kadhafi ou la République islamique d'Iran. Cependant, la vidéo YouTube est supprimée à la suite d'une plainte du groupe 1995 où un extrait de deux secondes d'un de leur clip est utilisé sans autorisation, ; depuis, la vidéo est remise en ligne sans l'extrait du clip de 1995. En juillet 2014, El Matador donne pour la première fois un concert dans son pays d'origine, l'Algérie.
En mi-2015, il publie son nouvel album intitulé XIINRV. À cette occasion, il dévoile le clip du titre Polémiquement incorrect 2. Il avait tourné Polémiquement incorrect dans les arènes de Nîmes.

## Discographie

### Collaborations
- 2005 : K.Ommando Toxik - Shit Squat featuring Fdy Phenomen, K-Rhyme Le Roi, L'Algérino, et Sniper (album Retour vers le futur[11])
- 2007 : Soprano - Besoin d'être libre (album Puisqu'il faut vivre[12])
- 2008 : Online - Premier round (album Everest[13])
- 2010 : Assirem - L'espoir[14] - Takfarinas feat El Matador, Trio Tighri Uzar (album Lwaldine : hymne aux parents)

### Apparitions
- Original Bombattak, Vol. 2 sur les chansons Bombattak Comeback, Les points sur les I et 13 NRV.
- Département 13 avec À la Tienne.
- Taxi 4, pour la chanson Génération Taxi en 2007.
- 300 en V.F. pour la chanson À armes égales en collaboration avec Brasco et Alonzo.
- Compilation Paris Oran New York  De DJ Kayz avec le titre Copacabana en 2014
- Compilation A La Bien Mix Party 2015 De DJ Hamida avec le titre Bon délire

## Distinctions et succès

### L'année du Hip Hop
- 2008, révélation de l’année [15]: